# Famille Galléan
 (février 2019).
Si vous disposez d'ouvrages ou d'articles de référence ou si vous connaissez des sites web de qualité traitant du thème abordé ici, merci de compléter l'article en donnant les références utiles à sa vérifiabilité et en les liant à la section « Notes et références ».

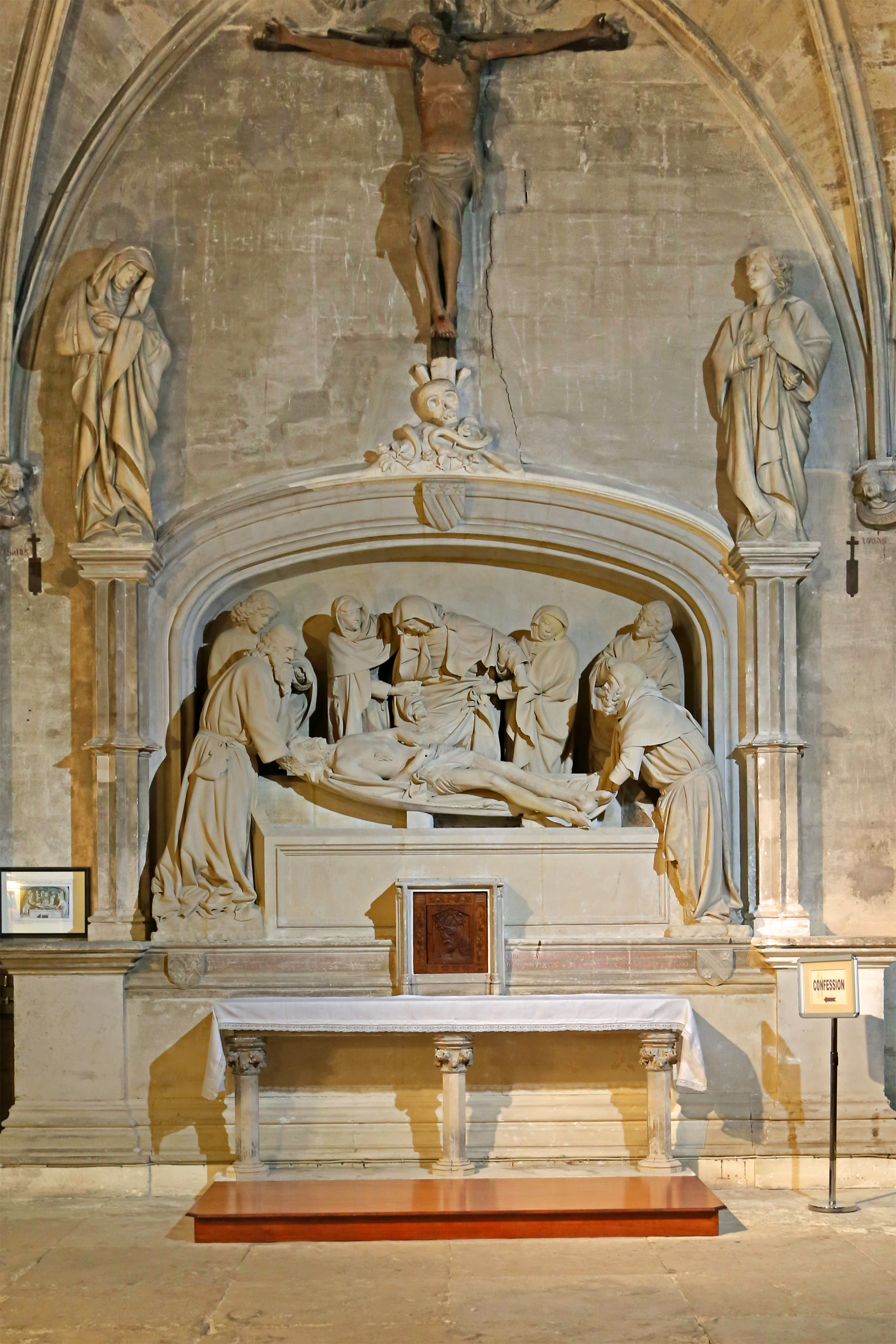
La mise au tombeau de la famille Galléan (1431)

La famille de Galléan est une famille de la noblesse française, originaire du comtat Venaissin, où sa filiation est suivie depuis le XVe siècle. Le nom a connu à l'origine différentes graphies occitanes : Galliani, Galleano, Gallieni, Gallieno, Galleans. C'est à partir du XVIe siècle que le nom se fixe sous la forme francisée Galléan. Cette famille a formé plusieurs branches dont la dernière s'est éteinte en 1925. Le nom de la famille apparaît dans l'histoire de l'art en étant attaché à un groupe statuaire majeur : la « Mise au tombeau », ou « Saint Sépulcre », attribué à Jacques Morel, dans la basilique Saint-Pierre d'Avignon . 

## Origine
La famille de Galléan revendique une origine italienne ancienne, dans une famille Galliani que l'on trouve dans les archives de Gênes et de Vintimille, et dont une branche a fait souche dans le comté de Nice.
- Simon Galliano : C'est le premier du nom dont on possède la trace dans les archives. Il est dit que ses ancêtres vinrent de Bordeaux à Vintimille, vers l'an 1000, puis peu après à Gênes. C'est de cette origine française que viendrait leur nom (italien pour Gaulois). Simon Galliono avait un établissement à Vintimille et jouissait en 1122 des droits et honneurs des anciens citoyens. Cette année-là il est élu un des 8 nobles qui sont choisis chaque année parmi les 50 premières familles pour commander la ville de Gênes.
- Inigo Galliani ou Galleano : En 1198 il est podestat de Gênes. Il a eu trois filles qui ont formé trois branches de la famille distincte des Gallean-Doria.

- Jean Galleano, fils aîné, qui resta à Gênes, et a donné des patriciens à la ville. Généralissime des troupes de Milan.
- Charles Galliani : second fils, transporté en 1199 à Cuorgnè, en Piémont, dans la juridication de Valpergue.
- Théodore Galliani : troisième fils d'Inigo, s'est établi à Nice, dont une charte de la ville de Nice du 23 juillet 1205 conserve le nom. Il y est qualifié de nobilis & generosus miles. Dans cette même charte est cité son frère, Octave, chevalier du Temple.
- Bozio Galliani, son petit-fils, généralissime des troupes de Milan,
- Humbert Galliani, son fils, marié à Jacqueline Doria. Un acte de partage du 4 juin 1349 entre 7 frères a été conservé. Ils ont quitté Nice pour s'établir dans différents États :
- Antoine-Louis, qui passa en Piémont
- Jean, chevalier de Rhodes[réf. nécessaire], mort en 1368 ou en 1369 en Terre Sainte
- Claude, en Syrie
- Michel-Marie, amiral de Milan,
- Arnaud, général à Gênes
- Barthélemy,en Grèce,
- Gabriel, général en Espagne
- Jacques Galliani, leur frère aîné s'est établi à Nice. Il est par trois fois premier consul de Nice, en 1351, 1357 et 1371. L'acte de partage ci-dessus en fait mention ainsi qu'un acte de 1347. Ils font aussi mention de son fils François en les qualifiant de nobilissimus miles & domicellus. Deux des branches issues de Jacques Galliani dans le comté de Nice se sont éteintes au XVIIIe siècle. Celle des Galléan, comtes d'Utelle et de Revest, seigneurs de Châteauneuf qui s'est fondue dans les Galéan d'Ascros, comte d'Ascros, de Toudon, et de Tourrettes. Le dernier comte, Jean André Galléan d'Ascros (4e comte d'Ascos) a été d'abord marié deux fois. Il a eu de sa première femme, Thérèse Marie Octavie, mariée à Jean-Paul-Augustin de Lascaris, comte de Peille, et de sa seconde femme, Marie Madeleine, mariée à Charles-François Thaon de Revel, comte de Revel et de Saint-André et Marie Agnès, mariée à Eusèbe-François Avogadro, comte de La Motta (ou de La Mothe), à Verceil.

## Galléan de Nice
- Jacques II Galleani, mort avant 1480, marié à Honorée Roccamaura, dame de Châteauneuf, héritière d'une partie du fief de Châteauneuf dont elle a été investie le 22 septembre 1480. Il a eu pour enfants :
  - Raphaël Galleani, qui suit, marié à Luquine Buschetti (branche Galléan comte d'Utelle)
  - Jean Gallian, qui suit, marié à Nicoletta Doria (branche Gallian-Doria)
  - Claude Galliani, sans postérité.
- Raphaël Galleani, cité ci-dessus, co-seigneur de Châteauneuf. Il s'est marié à Luquine Buschetti. Il a été conseiller de la duchesse Blanche de Montferrat, femme du duc Charles Ier de Savoie, régente de Savoie pour son fils, et qui fut son ambassadeur en Espagne en 1493 pour conclure un traité de paix le 25 mars avec Ferdinand, roi d'Aragon et de Castille.

- Barthélemy Galleani, marié en 1520, à Marthe de Coste. Fondateur de la branche des Galléan, comte d'Utelle.
- Léonard Galleani, qui suit, marié à 1539 à Catherine Varletti. Fondateur des Galléan-Riquier.
- Jean Gallian, cité ci-dessus, premier consul de Nice en 1525. Il s'est marié à Nicoletta Doria. Il fonde la branche des Gallian-Doria. fils du précédent, mort en 1538. Il a été un négociant et un armateur actif et entreprenant. Le développement de son commerce qu'il faisait à partir du port de Nice lui valut l'opposition de la république de Gênes. Il avait essayé de s'introduire dans le milieu génois en se mariant avec Nicoletta Doria. Il essaya de se venger des actions des Génois contre lui avec l'aide de ses frères Raphaël et Claude. Pour combattre les Génois, il fit construire sur la plage de Nice un grand navire de 1 600 tonneaux lancé en octobre 1489, baptisé Sainte-Marie et Saint-Raphaël et surnommé «La Galeana». Il l'arma avec un équipage éprouvé de 150 hommes et d'une artillerie nombreuse. Il obtint un sauf-conduit du vice-gouverneur de Nice, le 9 février 1490, et prit la mer avec un autre navire, le Saint-Michel, commandé par son frère Claude. Il fit la chasse aux Génois en faisant des courses sur les côtes d'Espagne, d'Afrique et de Sicile. Il proposa de vendre son bateau et les Génois firent une offre mais en même temps essayèrent de le brûler. De colère devant cette duplicité il arma une petite flotte pour faire une course contre des bateaux génois en juin 1491. Finalement une tempête le jeta dans la baie de La Napoule et il fut pris par les Génois et mis en prison pendant une longue période. Libéré contre promesse de ne pas se plaindre du traitement subi et remise d'ôtages. Il demanda cependant réparation pour les dommages subis jusqu'en 1520, mais il ne fut pas soutenu par la duchesse Blanche de Montferrat (1472-1512), mère du duc Charles II de Savoie qui assurait la régence. Grand croix de l'ordre des Saints-Maurice-et-Lazare. La famille a été agrégée à la famille Doria de Gênes en 1528. Il fut tué d'un coup de feu en entrant dans le château de Nice, le 5 juin 1538.

- Érasme II Gallian-Doria, qui suit (branche des Galléan-Doria)
- Hospice ou Oppicius Gallian-Doria.
- Prosper Galleani, lecteur ordinaire à l'université de Turin, puis avocat patrimonial à la Chambre des comptes de Piémont, et, en 1595, avocat fiscal général.
- On retrouve à Nice un Raimond Galleani en 1307 qui y possède une maison «in podio sancti Martini».
- Pierre Galleani est professeur à l'université de Turin au XVe siècle et écrivain reconnu

### Branche des comtes d'Ascros
- Paul Galliani, marié à Périnette Badat (branche des comtes d'Ascros). Il a eu pour fils :
  - Marc Antoine Gallian, marié en 1545 à Brigitte Gralhieri. Vice-amiral

- Marc-Antoine Gallian, fils de Paul Galliani et Périnette Badat, cités ci-dessus. Homme de mer réputé, mort en 1575. Il a été lieutenant-général des galères de Savoie le 22 novembre 1567. Le 11 juin 1569 il a été nommé capitaine et gouverneur de la ville de Sospel et de sa viguerie. Il est nommé le 26 avril 1573 lieutenant-amiral et chevalier de justice de l'ordre des Saints-Maurice-et-Lazare. On lui confia deux galères armées en guerre pour faire des courses pendant un an contre les Barbaresques le long des côtes d'Afrique et libérer des esclaves chrétiens enchaînés. Il a été marié à Brigitte Gralhieri t 1545. Il a eu pour enfants :

- André Gallian, co-seigneur de Châteauneuf, premier consul de Nice en 1603. Marié à Laure Doria de Dolceacqua . Il a eu pour enfants :
- Jean-Baptiste Galléan, premier comte d'Ascros, qui suit .
- Quatre filles.
- Jean-Paul Gallian, qui suit.
- Jean-Baptiste Gallian, mort en 1618. Gouverneur d'Oneille et du Comté de Nice.
- Lucrèce Galléan, marié en 1573 à son cousin Lazare Galléan, comte d'Utelle.
- Quatre autres filles.
- Jean-Paul Gallian, fils de Marc-Antoine Gallian. Chevalier de l'ordre des Saints Maurice et Lazare en 1566, chevalier de justice de l'ordre le 9 août 1576 et capitaine-général de Sospel entre 1577 et 1582. Sans postérité.
- Jean-Baptiste Galléan, premier comte d'Ascros, seigneur de Tourette, de Revest, de Toudon en 1621, seigneuries qu'il a acheté au fisc ducal après la condamnation et l'exécution d'Annibal Grimaldi, en 1621 [4]. Né le 24 juin 1603. Mort en 1664. Marié en 1625 à Jéronime Provana, des comtes de Collegna [5]. Ils ont pour enfants :

- André Galléan, 2e comte d'Ascros, qui suit.
- Octave Galléan, seigneur de Châteauneuf.
- Marc-Antoine Galléan.
- Jean André Galléan, religieux. Mort en 1706.
- André Galléan, 2e comte d'Ascros. Marié en 1633 à Suzanne Grimaldi, de la famille des seigneurs de Gattières. Consul de Nice en 1675 et gentilhomme de la cour de Savoie. Il est cité en 1686 et 1713. Ils ont pour enfants :

- Jean-Baptiste Galléan, 3e comte d'Ascros, qui suit.
- Octave Galléan.
- Quatre filles.
- Jean-Baptiste Galléan, 3e comte d'Ascros. Marié le 18 avril 1684 à Camille Villa, fille du marquis Guido Villa et dame d'honneur de la reine de Sardaigne. Mort en avril 1744. Ils ont pour enfants :

- Jean André Galléan, 4e comte d'Ascros, qui suit.
- Octave Galléan.
- Jean André Galléan, 4e comte d'Ascros. Marié à sa cousine Angèle-Marie de Galléan en 1718, héritière du comté d'Utelle et décédée en 1735. Second mariage en 1735 avec Françoise-Antonia Émilie Thérèse de Peyre, fille du comte de Clans. Mort en janvier 1744, quelques mois avant son père.

- Thérèse Marie Octavie Galléan, née du premier mariage mariée en 1743 à Jean-Paul de Lascaris, comte de Peille, en 1743.
- Marie Madeleine Galléan née du second mariage. Mariée en 1754 à Charles-François Thaon de Revel.
- Marie Agnès Galléan, née du second mariage. Mariée en 1762 à Eusèbe-François Avogadro, comte de La Motta, à Verceil.
Un désaccord va surgir entre les trois filles de Jean André Galléan et François Marcel Caissotti de Roubion au sujet des fiefs d'Ascros, Toudon, Tourette et Revest mis en fidei-commis. Le Sénat de Nice décida en 1752 de confier ces fiefs au comte Caissotti qui était le descendant mâle le plus âgé des sœurs de Jean-Baptiste Galléan, premier comte d'Ascros.

### Branche des comtes d'Utelle
- Barthélemy Galleani, fils de Raphaël Galleani cité ci-dessus.

- Lazare Galleani, comte d'Utelle, co-seigneur de Châteauneuf. Marié à Lucrèce Galléan en 1573
- Lazare Galléan, seigneur d'Utelle, fils de Barthélemy Galliani et Marthe de Coste. Marié en 1573 à sa cousine Lucrèce Gallian fille de Marc-Antoine Gallian [6]. Il a eu pour enfants :

- Ulysse Galléan,
- Marc-Antoine Galléan, marié en 1599 à Appolonia Doria de Dolceacqua. Premier consul de Nice en 1619.
- Louis ou Ludovic Galléan, mort en 1611.
- Jean-Baptiste Galléan, mort en 1634.
- Ulysse Galléan, fils de Lazare Galléan et Marthe de Coste, né à Nice à la fin du XVIe siècle, mort en 1631. Docteur ès-loi, gouverneur d'Oneille, sénateur au Sénat de Piémont, dont il est nommé second président en 1623.

- Jean-Jérôme, Jean-François et Jules-Antoine, trois frères descendant d'Ulysse Galleani ont été investis ensemble du fief de Barbaresco, en Piémont, le 14 avril 1694. Jules-Antoine Galleani est investi comte de Canelli, en Piémont, le 6 janvier 1706.
- Jean-François Galleani, fils aîné de Jules-Antoine, meurt sans postérité le 7 janvier 1743. Son frère Juvénal-Jean-Baptiste Galleani hérite de ses fiefs et le 22 mai 1745 il devient comte de Barbaresco. Cette branche s'est éteinte avec Jean-Camille Galleani.
- Ludovic Galléan, fils de Lazare Galléan et Lucrèce Gallian. Il avait participé à l'assaut des châteaux de Lépante. Il est sur la galère capitaine de l'escadre de don Octavien d'Aragon au cours d'un voyage au Levant. En 1604, il s'empare d'une fuste turque au cours d'un combat. En 1606 don Octavien d'Aragon lui confie le commandement de la galère capitaine de Sicile. En 1608, sur proposition de don Emmanuel Pacecco, marquis de sainte-Croix, général en chef, lui confie les travaux de minage contre les fortifications de la ville de Larache, au Maroc. En avril 1610 il est nommé par don Juan Fernandez Pacheco (1563-1615), 5e duc d'Escalona, marquis de Villena, vice-roi de Sicile, capitaine d'une galéotte de vingt-deux bancs chargée de la garde du port de Palerme. Il est tué au cours d'un combat sur l'île de Cerchines ou Carchanes en septembre 1611.
- Marc-Antoine Galléan, marié à Appolonia Doria en 1599. Premier consul de Nice en 1619. Il a eu pour enfants :

- Louis-François Galléan, mort 9 janvier 1635.
- Lazare Galléan, marié en 1643 à Dorothé Buneo. Gouverneur de Nice en 1642.
- Jean-Jérôme Galléan, ci-dessous
- Lazare-Marcel Galléan.
- Jean-Jérôme Galléan, en 1631, capitaine d'un navire appelé Notre-Dame-des-Carmes avec 300 hommes d'équipage, deux pièces d'artillerie et cinq pétards il quitta le port de Malte pour aller à Chypre. Le 28 avril il y combattit un flotte turque composée de huit galères commandée par le corsaire Abasar. Après plusieurs heures de combat la flotte turque abandonna le combat après avoir perdu 400 hommes alors que le bateau de Jean-Jérôme Galléan avait perdu 32 hommes. Le bateau à moitié détruit rentra à Malte treize jours plus tard. En juin 1638, il remporta un autre combat naval contre trois grands vaisseaux appartenant au pacha de Tripoli. Plusieurs chevaliers français, espagnols et piémontais sont tués dans le combat. 150 Turcs sont tués, 250 sont faits prisonniers et 64 jeunes chrétiens sont libérés.
- Lazare Galléan est marié à Dorothé Dorothé Buneo en 1643. Il a été nommé gouverneur de Nice en 1642.

Il a eu pour enfants :
- Jérôme Marcel Galléan, mort en 1721. Marié en 1685 à Marie-Thérèse Lascaris-Vintimille. Seigneur d'Utelle, co-seigneur de Châteauneuf, il est fait comte d'Utelle en 1700. Premier consul de Nice en 1682. Il est membre du Sénat de Nice pendant l'occupation du Comté de Nice par Louis XIV, en 1692.
- Angèle-Marie de Galléan, héritière du comté d'Utelle. Morte en 1735. Mariée en 1718 à son cousin Jean André Galleani, 4e comte d'Ascros.
- Jean-Baptiste Galléan.
- Melchior Galléan, mort après 1668. Écuyer de la princesse de Carignan.
- Marie-Thérèse de Galléan. Héritière du comté d'Utelle, elle vend le comté en 1759 à la famille Lovero-Bottero de Coni (Cuneo).
- Lucrèce Galléan, mariée en 1668 à Pierre Portanier.

### Branche Galléan-Riquier
- Léonard Galleani, marié à 1539 à Catherine Varletti.

- Pierre Jean Galléan, qu suit.
- Jean André de Galléan.
- Pierre Jean Galléan, co-seigneur de Châteauneuf, premier consul de Nice en 1577, 1580, 1590 et 1598. Au cours du conseil communal du 31 août 1577 auquel il participe comme premier consul, présidé par le préfet César Cortina sénateur et conseiller ducal, est prise l'ordonnance concernant les statuts de la ville de Nice, approuvés le 4 décembre 1577, à Turin[7]. Le 2 octobre 1600 il participe à la défense de la ville pendant le siège par le duc de Guise en octobre 1600. Il se marie une première fois en 1598 avec Jeanne Caravaschini, de la famille des seigneurs de Gorbio, puis avec Battine Peyre.

### Branche des Gallian-Doria
- Érasme Gallian-Doria, fils de Jean Gallian-Doria et de Nicoletta Doria. Mort en 1544. Marié à Louisette Cairaschi. Colonel de Charles Quint. Gouverneur de la ville et du Comté de Nice, il assure la défense de la ville de Nice pendant le siège de 1543. Chevalier l'ordre de Saint-Jacques. Il a eu pour enfants :

- Octavien Gallian-Doria.
- Marcel Gallian-Doria. Il est fait marquis de Priero par Philippe II d'Espagne. Commandeur de l'ordre de Saint-Jacques. Il commande une galère à la bataille de Lépante en 1571. Inscrit sur le Livre d'Or de Gênes en 1616.
- André Gallian-Doria. Lieutenant général des galères de Savoie. Commandant de galère à la bataille de Lépante, en 1571.

## Galléan du comtat Venaissin
La filiation de la famille de Galléan est suivie en comtat Venaissin depuis le XVe siècle.
- Jean Galliani, notaire, a eu un fils :
  - Ludovic Galliani, apothicaire, cité en 1421. Il a eu deux fils :
    - Humbert Galliani, apothicaire, cité en 1456 e 1478. Il a eu pour fils :
      - Jacques Galliani', cité en 1492. Il a eu pour fils :
        - Barthélemy Galliani, cité en 1538. Docteur ès-lois. Marié à Françoise de Constantin, des seigneurs de Châteauneuf

### Branche des Galleani, barons de Vedène, puis barons des Issarts et marquis de Salernes
Cette branche descend d'Antoine-Louis Galleani, fils d'Humert Galleani. 
- Antoine-Louis Galleani avait quitté Nice après le partage du 3 juin 1349. Il est allé s'installer à Cuorgnè, en Piémont, où se trouvait une branche de la famille descendant de Charles Galliano. Il a épousé le 7 mars 1350 l'unique héritière de cette branche, Claire Galliano, fille de Bernard Galliani, co-seigneur de Cuorgnè. Les affrontements entre guelfes et gibelins les ont poussés à quitter Cuorgnè deux ans plus tard et à s'installer à Avignon où se trouvait la cour papale. Antoine-Louis a alors acheté une partie de la seigneurie de Vedène pour laquelle il rend hommage au pape Clément VI le 6 mai 1352. Après le départ de Grégoire XI pour Rome en 1376, Antoine-Louis est revenu à Cuorgné où il est mort.

- Pierre Galliani (ou Petrino), fils du précédent, chevalier, co-seigneur de Cuorgné et de Vedène, mort en mars 1460. Il s'est fixé à Avignon après avoir épousé à Pignerol, le 19 juillet 1399, Antoinette Capponi, fille de Jean Capponi, descendant d'une famille de Florence.
- Antoine Galliani, qui suit,
- Claude Galliani, qui suit, se marie le 15 juillet 1459 avec Anne du Chemin, baronne des Issarts et de Courtine. Il achète une partie de la seigneurie de Vedène.
- Jean, protocolaire apostolique du Saint-Siège et garde des Sceaux du pape Calixte III en 1457,
- Barthélemy, écuyer du roi Charles VII en 1442, lieutenant d'une compagnie d'hommes d'armes de Jean de Bourgogne, duc de Nevers, en 1475. Encore vivant en 1498.
- Gabriel, mort à 100 ans en 1506. Il avait été chambellan des ducs de Savoie Amédée IX, Philibert Ier, Charles Ier, Charles II, Philippe II et Philibert II. Il n'a eu qu'un seul fils naturel prénommé Galéas.
- Balthazar, chevalier de Saint-Jean de Rhodes au Prieuré de Saint-Gilles, en 1448. Mort à Pignerol,
- Blanche, mariée en 1423 à Antoine Ortigoni, général des troupes du Saint-Siège.
- Gilette, mariée en 1429 à Balthazar Spiafani, seigneur de Caumont dans le Comtat.
- Marie-Anne, mariée en 1435 à François Malaspina, premier consul de la ville d'Avignon en 1465. Nommé ambassadeur par le pape Paul III.
- Françoise, mariée en 1446 à Barthélemy de Moneti, gouverneur du palais d'Avignon.
- Béatrix, mariée le 7 février 1454 à François, seigneur de Genas, premier président du parlement du Dauphiné, conseiller en Conseil privé du roi Louis XI et un des quatre généraux de finances.
- Antoine Galliani, fils de Pierre Galliani, co-seigneur de Vedène à la mort de son père, en 1460. Il est créé comte palatin de Saint-Jean-de-Latran par le pape Eugène IV, le 7 octobre 1444. Le 13 juin 1468 il est élu Premier consul de la ville d'Avignon. Il a épousé le Ier août 1441 Marguerite Buzassi dont la famille est originaire d'Espagne. Ils ont eu :

- Thomas, co-seigneur de Vedène, comte palatin de Saint-Jean-de-Latran, mort célibataire en 1514.
- Jean, co-seigneur de Vedène, comte palatin de Saint-Jean-de-Latran, écuyer du duc de Savoie Charles III en 1510. Il fut substitué par sa mère au noms et armes des Buzassi. Marié en 1485 à Anne de Sadone. Sans héritier.
- Françoise de Galéan, mariée en 1481 à Dragonet Gerardi seigneur d'Aubres, Primacier de l'université d'Avignon.
- Claude Galliani, fils de Pierre Galliani. Il réunit les deux parts de la seigneurie de Vedène à la mort de son cousin Jean Galliani. Il a épousé le 15 juillet 1459 Annette Camino ou du Chemin, baronne des Issarts et de Courtines. Ils ont eu pour enfants :

- Louis de Galléan, baron des Issarts et de Courtines. Marié le 21 octobre 1484 à Marie de Luetz.
- Antoinette.
- Thomas de Galléan, qui suit, marié à Amielle Mayraud.
- Balthazar de Galléan.
- Jeanne de Galléan, mariée à Olivier de Seytres, co-seigneur de Caumont, mort en 1508.
- Charles de Galléan, protonotaires apostolique.
- Thomas de Galléan, fils de Claude Galliani. Marié à Amielle Mayaud, dame de Vedène, le 18 janvier 1502. Mort le 10 décembre 1516. Il a vendu la seigneurie de Vedène à son beau-père mais la retrouve par son mariage. Il est coseigneur des Issarts en 1484.

- François de Galléan, baron des Issarts, de Courtines, seigneur de Vedène, de Saint-Saturnin (ou Savornin). Chevalier de l'ordre de Saint-Michel. Premier consul d'Avignon en 1534, 1535, 1564. Viguier du Pape en 1549 et 1556. Il achète en 1535 avec son frère Louis la plus grande partie de la seigneurie de Saint-Saturnin (Saint-Savornin). Marié à Lucrèce de Clermont-Lodève en 1526 et décédée en 1530. Sans postérité.
- Louis de Galléan des Issarts, qui suit. Marié le 15 juin 1535 à Blanche de Tollon.
- Thomas-Pierre de Galléan.
- Richarde de Galléan, mariée en 1537 à Laurent de Rousset, seigneur de Courthézon.
- Louise de Galléan, mariée le 15 mars 1530 à Louis de Combes, baron de Sabran et Barjac
- Françoise de Galléan, premier mariage le 19 mars 1535 Louis de Merles de Beauchamp et second mariage le 17 février 1552 à Laurent d'Arpajon, vicomte de Lautrec en Albigeois.
- Michel de Galléan, fils naturel de Thomas de Galléan. Général au service du roi Jean III de Portugal.
- Louis de Galléan des Issarts, fils de Thomas de Galléan et d'Amielle Mayraud. Marié le 15 juin 1535 à Blanche de Tollon Saint-Jaille, cousine germaine de Didier de Sainte-Jalle. Né vers 1503. Mort le 12 mai 1562. Seigneur de Vedène, de Saint-Savornin ou Saint-Saturnin par achat en 1535. Gouverneur du palais apostolique, commandant et capitaine général d'Avignon en 1540, lors du décès du cardinal de Clermont-Lodève, légat. Premier consul d'Avignon en 1540, 1541 et 1562. Chevalier de l'Ordre de Saint-Michel en France en 1548. Ils ont pour enfants :

- Melchior ou Melchion de Galléan des Issarts, Grand maître de l'artillerie du pape en Avignon, qui suit. Marié le 16 janvier 1566 à Madeleine de Berton (Bretons, suivant l'écriture de l'époque) de Crillon. Mort début avril 1590.
- Balthazar de Galléan des Issards, qui suit.
- Antoine de Galléan.
- Anne, mariée le 10 novembre 1555 à Pierre du Puy, seigneur de La Roche, baron de Rochefort
- Antoinette, mariée en 1558 à Guillaume de Vogüé, seigneur de Roche-Colombe.
- Louise, ariée le 12 janvier 1582 à François, seigneur de Geys.
- Annette, fille naturelle. Mariée en 1562 à Gabriel de Poinsard.
- Balthazar de Galléan des Issards ou de Galliens, marié le 29 janvier 1571 à Émilie Berton de Crillon. Baron de Vedène, seigneur d'Éguilles et de Saint-Savornin, conseiller d'épée du roi en ses conseils d'État et Privé, chevalier de l'Ordre de Saint-Michel en 1570 et de chevalier de la Milice dorée du Pape Grégoire XIII, gouverneur de Séguret et de Sablet au Comtat Venaissin. Il est le père de :

- Georges de Galiens, qui fonde la branche de Galléan-Gadagne, marié en 1598 à Louise Guadagni ou de Gadagne. Père du premier duc de Gadagne.
- Louis de Galiens, mort sans postérité.
- Jean-Vincent de Galiens, qui fonde la branche des Galléan-Castellet.
- Charles de Galiens.
- Madeleine de Galens, mariée à Alexandre Robin, seigneur de Graveson et co-seigneur de Barbentane.
- Richarde de Galiens, mariée en 1612 à Louis III de Pommard.
- Melchior ou Melchion de Galléan des Issarts, marié le 16 janvier 1566 à Madeleine de Berton (Bretons, suivant l'écriture de l'époque) de Crillon. Né vers 1535. Mort début avril 1590[12]. Baron des Issarts, seigneur des Angles en 1588, chevalier de l'ordre de Saint-Michel en 1570. Colonel d'un régiment d'infanterie du Pape en 1571 et la même année chevalier de l'ordre de l'Éperon d'or du pape à Rome par le pape Pie V. Grand maître de l'artillerie du Pape à Avignon en 1580. Premier consul d'Avignon en 1575, 1580. Ils ont eu pour enfants :

- Georges de Galléan des Issarts, baron des Isaarts et de Courtines, seigneur des Angles. Capitaine de 200 chevau-légers le 7 janvier 1590 et de 100 arquebusiers à cheval, le 14 octobre 1595, pour le roi Henri IV. Chambellan ordinaire du roi en 1596. Chevalier de l'ordre du roi le 22 mars 1600. Ambassadeur d'État d'Avignon auprès du pape Clément VIII en 1598. Viguier du pape à Avignon en 1600 et 1604. Sans postérité.
- François de Galléan des Issarts, qui suit. Marié le 17 janvier 1607 à Lucrèce de Mistral-Montdragon. Il tue dans l'hôtel de Galéans des Issarts, le 16 juin 1606, Thomas de Baroncelli à la suite d'une provocation en duel. Ce premier meurtre est suivi d'un second, en juin 1612, à la suite de l'élection de François de Galéans comme premier consul. Son frère, Louis de Galéans, tue place du Change Jacques de Baroncelli, chevalier de Malte, frère de Thomas de Baroncelli. Ces ceux crimes sont restés impunis car l'autorité romaine a imposé aux deux familles une réconciliation.
- Torquat de Galléan. Gentilhomme ordinaire de la chambre du roi Charles IX en 1585. Sans postérité.
- Claude de Galléan. Mort en 1640.
- Joseph de Galléan.
- Louis de Galléan.
- Isabelle de Galléan mariée en 1603/1604 à François de Damian, seigneur de Vernègues.
- Lucrèce de Galléan, mariée en 1582 à Gilles de Fortia-d'Urban.
- Catherine de Galléan, mariée le 27 novembre 1584 à Paul de Perussis, baron de Lauris.
- Marguerite de Galléan, mariée le 10 février 1592 à Balthazar de Pontevès, vicomte de Pontevès.
- François de Galléan des Issarts, baron des Issarts et de Courtines, seigneur des Angles. Gentilhomme ordinaire de la chambre du roi en 1596. Viguier de Marseille en 1631. Premier consul d'Avignon en 1612, 1618, 1631, 1637. Viguier du Pape en Avignon en 1614. Né vers 1573. Décédé en 1637. Marié le 17 janvier 1607 à Lucrèce de Mistral-Montdragon. Ils ont eu pour enfant :

- François Charles de Galléan, commandant de 100 hommes à pied, mort en 1630 sans postérité.
- Louis II de Galléan des Issarts, qui suit.
- Paul-Marie, mort en bas âge.
- Claude-Charles de Galléan, marié en 1660 à Madeleine de Conceil. Capitaine des gardes du Pape. Fait comte par le pape Innocent X.
- Henri de Galléan.
- Louis de Galléan, chevalier de Malte en 1661.
- Louis II de Galléan des Issarts, baron des Issarts, de Courtines, seigneur des Angles. Il est colonel d'un régiment d'infanterie de son nom en France en 1641. Viguier du Pape à Avignon en 1646. Premier consul d'Avignon en 649 et 1657. Il est fait marquis de Salernes en 1653 par Louis XIV Il est marié le 22 octobre 1639 à Marie de Pontevès Buoux, fille unique de Ange de Pontevès, seigneur de Buoux, baron de Saint-Martin de Castillon en Provence et d'Honorée de Castellane, dame de Salernes. Il a pour enfants :

- Frédéric, mort à 1 an.
- François II de Galléan des Issarts, baron des Issarts et de Courtines, marquis de Salernes, qui suit.
- Marguerite de Galléan des Issarts. Mariée 4 février 1665 à Henri-Palamède de Forbin,seigneur de La Fare et Sainte-Croix.
- Lucrèce-Gabrielle de Galléan des Issarts. Mariée le 28 mars 1668 à Charles-François de Galléan de Panisse, seigneur du Castellet (branche de Galléan-Castellet).
- François II de Galléan des Issarts, baron des Issarts et de Courtines, marquis de Salernes. Il est substitué au nom et armes de Castellane-Salernes par clause de testament d'Honorée de Castellane et de sa mère décédée le 4 décembre 1651. Il a été aide-de-camp de Louis XIV, le 20 avril 1672. Capitaine d'une compagnie de Chevaux-Légers, le Ier mars 1674. Mestre-de-camp d'un régiment de cavalerie de son nom le 24 avril 1675. Colonel du régiment de Languedoc Infanterie le 25 mars 1676. François-Louis de Bourbon-Conti, prince de Conti, lui a vendu, vers le Ier août 1698, le titre de comte d'Alais, avec entrée aux États de Languedoc au prix de 100 000 livres. Le titre de comte devait être mis sur les Issarts, mais cette vente n'a pas été exécution. Il est marié le 29 décembre 1666 à Marie-Élisabeth de Galléan, fille de Louis de Galléan, seigneur de Vedène. Il est mort en 1704 sans autre postérité qu'une fille légitimée. À sa mort Charles-Félix-Hiacinthe de Galléan de Panisse hérite de ses biens sauf une partie de la baronnie des Issarts qui est revenue à sa sœur aînée Marguerite de Galléan des Issarts.

- Thérèse de Galléan, fille légitimée. Mariée à N. de Montclar,conseiller à la Cour des Aides de Montpellier.

### Branche de Galléan-Gadagne
- Georges de Galiens, fils de Balthazar de Galiens des Issards. Marié le 19 janvier 1598 à Louise de Gadagne ou Guadagni, fille de Thomas III de Gadagne, baron de Beauregard en Lyonnais. Baron de Vedène, seigneur de Saint-Savornin et d'Éguilles, chevalier de l'ordre de Saint-Michel par le roi Henri IV en 1595, Premier consul d'Avignon en 1620. Père de :

- Charles de Galléan, baron de Vedène, seigneur de Saint-Savornin et d'Éguilles. Marié le 13 octobre 1641 à Isabelle de Bérard. Sans postérité.
- Louis II de Galléan, qui suit.
- Guillaume de Galléan, reçu en 1623 chanoine et comte de l'église Saint-Jean de Lyon. Il quitta l'état ecclésiastique pour aller servir en Allemagne sous le maréchal de Jean-Baptiste Budes de Guébriant.
- Charles-Félix de Galléan-Gadagne, premier duc de Gadagne, qui suit.
- Jean-Vincent de Galléan, commandant du régiment de la marine, blessé en 1614 au combat de Senef.
- Gabriel-Marie, capitaine au régiment de Normandie.
- Louis-Alfonse.
- Hilaire, mariée en 1627 à Ulisse Barbolani, comte de Monteacuto.
- Françoise, qui est mariée en 1633 à Antoine de Lopis, seigneur de La Fare.
- Armande, abbesse de l'abbaye royale de Saint-Sauveur de Beaucaire.
- Émilie de Galléan, demoiselle d'hooneur de Marie de Médicis dont elle était alliée par sa mère, puis carmélite à Paris.
- Diane, carmélite à Saint-Denis.
- Charles-Félix de Galéan ou Galléan de Gadagne, premier duc de Gadagne. Il a d'abord été officier dans le corps des galères de France, sur lesquelles il sert dès l'âge de 14 ans. Il est sauvé en 1645 par Paul de Fortia, baron de Beaumes. Capitaine puis mestre de camp en 1645 du régiment de la Marine. En 1646 il est mestre de camp d'un régiment de cavalerie de son nom. Maréchal de camp en 1652. Lieutenant général des armées du roi en 1660, il participe aux combats en Catalogne et en Flandres. Capitaine-général lors de l'expédition de Djidjelli, en Afrique, en 1664. Lieutenant général au gouvernement de Berry, gouverneur du pays d'Aunis, des îles d'Oléron et de Ré, des villes de La Rochelle, de Dôle et de Pont-à-Mousson. En 1669 il a acheté la terre de Châteauneuf-de-Gadagne ou de Giraud l'Ami, seigneurie et fief impérial dans le Comtat Venaissin, qui a été érigée la même année en duché, pour lui et ses successeurs, sous le nom de Gadagne par le pape Clément IX par une bulle du 30 novembre 1669, en considération de ses grandes qualités et des services qu'il avait rendu au Saint-Siège. Conseiller d'État en 1673. Par traité du 26 janvier 1689, à la veille de recevoir le bâton de maréchal de France il décida de passer au service des Vénitiens en qualité de Généralissime des armées de la République. Il remporta alors des victoires contre les Turcs en Grèce, dans la guerre de Morée, et dans l'archipel. Il est mort à Châteauneuf-de-Gadagne le 6 janvier 1700. Le tombeau des Galléans-Gadagne a été réalisé dans l'église de Châteauneuf-de-Gadagne par Pierre II Mignard, en 1713. Marié à Jeanne de Grave, le couple n'a pas eu de postérité. Jeanne de Grave donne en 1719 l'usufruit du duché à son neveu Louis-Achille, marquis de Nérestang[14] (3 janvier 1673-7 février 1733). À sa mort, sans postérité, le duché passe à François-Pierre de Galléan-Gadagne, petit-fils de Louis II de Galléan.
- Louis II de Galléan, baron de Vedène, seigneur d'Éguilles et Saint-Savornin. Premier consul d'Avignon en 1656 et 1664. Marié le 3 octobre 1641 à eanne-Marie-Benoîte de Seguins-Vassieux, fille de Gabriel-Marie de Seguins, seigneur de Vassieux et d'une partie de Venasque. Gentilhomme ordinaire de la chambre du roi et chevalier de son Ordre. Père de :

- François-Joseph de Galléan-Gadagne, qui suit.
- Charles-Félix de Galléan, marié, sans postérité.
- Louis-Alphonse de Galléan.
- Marie-Élisabeth de Galléan, mariée le 26 ou 29 décembre 1666 à son cousin François II de Galléan, baron des Issarts, marquis de Salernes.
- François-Joseph de Galléan-Gadagne, baron de Vedène, seigneur d'Éguilles, de Saint-Savornin et de La Roque-sur-Pernes dans le Comtat Venaissin. Marié le 17 septembre 1671 à Isabelle de Gallifet. Père de :

- Pierre-François de Galléan-Gadagne, qui suit.
- Marie-Élisabeth de Galléan mariée à Joseph Gaspard de Conceil.
- Pierre-François de Galléan-Gadagne ou Galléan de Gadagne, 2e duc de Gadagne par héritage de son grand-oncle paternel Charles-Félix. Baron de Vedène, seigneur et marquis d'Éguilles, seigneur de Saint-Savornin et de La Roque-sur-Pernes. Capitaine au régiment de cavalerie du Commissaire général. Il s'est marié le 20 juin 1703 à Louise d'Amanzé. Mort en 1737. Père de :

- Joseph-Louis-Marie de Galléan-Gadagne, 3e duc de Gadagne, qui suit.
- Charles-Félix de Galléan-Gadagne, Enseigne des galères de France le 15 avril 1730.
- Charles-Félix-Jean, officier au régiment de Rouergue. Puis dit abbé de Gadagne vicaire-général des diocèses de Cambrai, Auxerre et Gap. Mort de 1761.
- Joseph-Gaspard de Galléan, appelé comte de Galléan, capitaine de vaisseau en 1751.
- Anne-Charlotte de Galléan-Gadagne mariée le 15 février 1744 à Achille de Grille, marquis d'Estoublon en Provence.
- Joseph-Louis-Marie de Galléan-Gadagne (ou Galléan de Gadagne), 3e duc de Gadagne. Né le 8 juin 1704. Il a été élu député par la ville d'Avignon au roi Louis XV, en 1739. Mestre-de-camp de cavalerie pour la France. Il a épousé le 7 novembre 1749 Charlotte-Gabrielle-Françoise de Fortia de Pol, héritière unique du marquis de Montréal, en Dauphiné. Il a eu pour enfants :

- Charles-Louis, mort en bas âge.
- Marie-Louise-Gabrielle-Françoise, née en 1750.
- Jean-Baptiste-Louis-Thomas de Galéan-Gadagne, 4e duc de Gadagne. Né le 25 octobre 1756, décédé le 9 septembre 1826. Marié le 19 mars 1783 à Marie-Polyxène-Sexte de Castellane. Sans descendance. C'est son neveu qui héritera de ses droits.
- Marie-Joseph-Gaspard de Galléan-Gadagne. Né le 19 août 1758, décédé le 17 mai 1820. Marié en 1788 à Marie-Dorothée-Constance Daugier (1763-1817).
- Auguste-Louis de Galléan-Gadagne, comte de Galléan-Gadagne. Né le 4 février 1789, décédé le 12 août 1865. Il hérite des titres de son oncle mais il ne relève pas le titre de duc de Gadagne en 1826. Marquis de Vedène, seigneur de Saint-Savornin et d'Éguilles. Il demande à son fils de reprendre le titre de duc de Gadagne et obtient de Napoléon III par décret du 14 janvier 1861 le droit de reprendre le titre héréditaire de duc de Gadagne obtenu par son ancêtre par la bulle du 30 novembre 1669. Marié en 1836 à Mathilde-Augustine-Lydie de Gentil de Saint-Alphonse (1804-1887), fille du général Alphonse Louis Gentil de Saint-Alphonse
- Louis-Charles-Henri de Galléan-Gadagne, 5e duc de Gadagne, qui suit.
- Anne-Louise de Galléan, demoiselle de Gadagne, née le 24 juin 1752. Mariée le 9 janvier 1774 au Marquis de Thomas.
- Marie-Thérèse-Alexis de Galléan-Gadagne née le 18 décembre 1755
- Élisabeth-Pauline de Galléan-Gadane, née le 3 avril 1760
- Charles-Marie-Félix de Galléan-Gadagne, né le 5 octobre 1761.
- Louis-Charles-Henri de Galléan-Gadagne, 5e et dernier duc de Gadagne en 1865, marquis de Vedène, seigneur de Saint-Savornin et d'Éguilles. Né le 26 juin 1837, décédé 21 février 1925. Marié le 30 juin 1868 à Caroline-Hélène Joest[15] (1847-1934)

- Mathilde-Caroline de Galléan-Gadagne. Née le 25 janvier 1873 à Courthézon, décédée 17 février 1952. Mariée le 11 juillet 1892 à Adolphe-François-René de Portes (1861-1940).

### Branche de Galléan-Castellet
- Jean-Vincent de Galiens, fils de Balthazar de Galiens des Issarts et d'Émilie de Berton de Crillon, frère de Georges de Galiens (branche de Galléan-Gadagne). Il est marié le 24 octobre 1605 à Isabelle de Guilhens, dame du Castellet dans le Comtat Venassain et de Cadarache en Provence, fille de Pierre Guilhens et Madeleine de Panisse. Il est gentilhomme de la chambre du roi Louis XIII. Premier consul d'Avignon en 1616 et 1625. Viguier du Pape en Avignon en 1622 et 1632. Il a eu pour enfants :

- François de Galléan de Panisse, qui suit.
- Pompée de Galléan.
- Henri de Galléan.
- Charles Félix de Galléan, mort jeune.
- Anne de Galléan, mariée à André de Montaigu.
- Françoise de Galléan, religieuse.
- Marie de Galléan, religieuse.
- Melchior de Galléan, marié à Marguerite de Garcin. Premier consul d'Avignon en 1672.
- François de Galléan de Panisse, seigneur du Castellet, de Cadarache. En 1645, par donation d'Henri de Panisse, il est substitué au nom et aux armes de Panisse. Premier consul d'Avignon en 1652. Viguier du Pape en Avignon en 1639, 1642, 1645. Il a pour enfants :

- Charles-François de Galéan de Panisse, qui suit.
- Jean-Joseph-Louis de Galléan.
- François-Charles de Galléan, capitaine.
- Jean-Baptiste de Galléan
- Marie de Galan, religieuse.
- Charles-François de Galéan de Panisse, marié le 8 mars 1668 à Lucrèce-Gabrielle de Galléan des Issarts, dame de Salernes (branche des Galleani, barons de Vedène, puis barons des Issarts et marquis de Salerne). Seigneur du Castellet, de Cadarache. Premier consul d'Avignon. Il a pour enfants :

- Charles-Félix-Hiacinthe de Galléan de Panisse, baron des Issarts, seigneur de Courtines et des Angles, puis en 1704, marquis de Salernes. En 1702 il est colonel d'un régiment portant son nom. Mort en 1719. Il s'est marié le 18 novembre 1706 à Julie-Françoise de Lannion, fille de Pierre, vicomte de Rennes. De cette union est né un enfant mort en bas âge.
- Jeanne-Françoise de Galléan de Panisse, mariée en 1697 à Alexandre-Paul-Antoine de Tonduti, seigneur de Blauva.
- Pierre-Auguste, sans postérité.
- Marie-Élisabeth, morte en bas âge.
- Charles-Noël de Galléan, dit le comte de Galléan, qui suit.
- Charlotte, Marie-Jeanne-Françoise, Jeanne-Marie-Rose, religieuses.
- Charles-Noël de Galléan, dit comte de Galléan. Après la mort de son frère en 1719, il devient baron des Issarts et de Courtines, marquis de Salernes, seigneur des Angles et du Castellet. Il est substitué au nom et aux armes des Castellane. Premier consul d'Avignon en 1721. Viguier du Pape en Avignon en 1710 et 1714. Il est marié le 15 décembre 1714 à Geneviève-Catherine de Raphélis-Soissan (1693-1750). Il a pour enfants :

- Charles-Hyacinthe de Galléan, qui suit.
- Marie-Marguerite de Galléan, marié le 31 janvier 1741 à Jean-Fraçois de Fougasse, comte de La Bâtie.
- Geneviève-Charlotte, mort en bas âge.
- Marie-Élisabeth de Galléan, religieuse.
- Charles-Hyacinthe de Galléan, dit le marquis des Issarts. Marquis de Salernes, baron des Issarts et de Courtines, seigneur du Castellet et des Angles. Né le 12 avril 1716. Décédé à Avignon le 18 août 1754. Il est aide-de-camp du prince de Conti. Il est nommé ambassadeur de France en Pologne en 1746[16] puis à Turin en 1751. Il devient conseiller d'État d'épée en 1754. Élu syndic de la noblesse de Provence en 1744. Marié le 29 novembre 1731 à Madeleine Yolande Adélaïde Charlotte Félicité de Forbin de La Barben, fille de Gaspard Palamède Forbin de La Barben[17]. Il a pour enfants :

- Charles-Hyacinthe-Antoine de Galléan des Issarts, dit le prince de Galléan, qui suit.
- Charles-Hyacinthe-Antoine de Galléan des Issarts, dit le prince de Galléan. Baron des Issarts et de Courtines, sire et marquis de Salernes, comte du Castellet, seigneur des Angles. Né le 18 septembre 1737. Il est nommé colonel dans le corps des grenadiers de France le Ier février 1756. Il est créé duc par une bulle du pape Benoît XIV le 15 janvier 1757, enregistrée à Rome, Avignon et Carpentras en 1757 et 1759. Il est commandeur de l'ordre des Saints-Maurice-et-Lazare de Savoie le 14 septembre 1757. Il est élu le 10 novembre 1763 Fellow de la Royal Society de Londres. Il s'est marié le Ier septembre 1758 à Marie-Françoise-Henriette Tremoletti.

- Charlotte-Théodorine-Élisabeth-Auguste-Henriette-Blanche-Sylvie de Galléan, née le 3 juin 1760, tenue sur les fonts baptismaux par l'Électeur Palatin et son épouse. Morte le 6 mai 1761.
- Antoinette-Frédérique-Marie-Yolande-Aurore-Camille-Mélanie-Élvire-Eugénie-Clémentine de Galléan, née le 6 mai 1761
- Cornélie Henriette-Sophie-Louise-Hortense Gabrielle de Galéan des Issarts, comtesse de Galléan. Née le 24 mars 1763 à Avignon, décédée à Paris le 11 novembre 1834. Mariée en 1782 à Joseph Palamède de Forbin-Janson, marquis de Janson (1726-1810). En 1793, grâce à sa ressemblance avec la reine Marie-Antoinette elle a tenté de se substituer à elle alors qu'elle est prisonnière à la Conciergerie pour la faire évader. La reine refusa : Je ne dois, ni ne veux accepter le sacrifice de votre vie. Adieu. La Comtesse fut dénoncée et doit alors s'enfuir et gagner la frontière.
- Charles-Théodore-Alexandre Palamède de Forbin-Janson, marquis de Janson (1783-1849) chambellan de Napoléon Ier.
- Charles de Forbin-Janson, évêque de Nancy (1785-1844)

### Nobiliaires et ouvrages nationaux
- Gustave Chaix d'Est-Ange, Dictionnaire des familles françaises anciennes ou notables à la fin du XIXe siècle, Évreux, 1903-1929, 20 volumes
- Henri Jougla de Morenas et Raoul de Warren, Grand Armorial de France, 7 volumes, Paris, 1934-1952
- François-Alexandre Aubert de La Chesnaye Des Bois, Dictionnaire de la Noblesse, tome VII, p. 36-49, Paris, 1774 lire en ligne
- Louis Alexandre Expilly, Dictionnaire géographique, historique et politique des Gaules et de la France, Tome II, p. 263-275, Amsterdam, 1764 lire en ligne

### Familles comtadines
- Jean Antoine Pithon-Curt, Histoire de la noblesse du Comtat-Venaissin d'Avignon et de la Principauté d'Orange dressée sur les preuves dediée au Roy, Paris, 1743-1750

### Familles niçoises
- Henri Costamagna et Michel Derlange, Les Niçois dans l'histoire, Privat, 1988
- Jean Baptiste Toselli, Biographie niçoise ancienne et moderne ou dictionnaire historique, volume premier A-G, p. 300-315, Imprimerie de la société typographique, Nice, 1860 lire en ligne